# 1898 Cowell
Az 1898 Cowell (ideiglenes jelöléssel 1971 UF1) a Naprendszer kisbolygóövében található aszteroida. Luboš Kohoutek fedezte fel 1971. október 26-án.